# Lista de baías dos Açores
Este anexo é composto por uma lista de baías dos Açores .

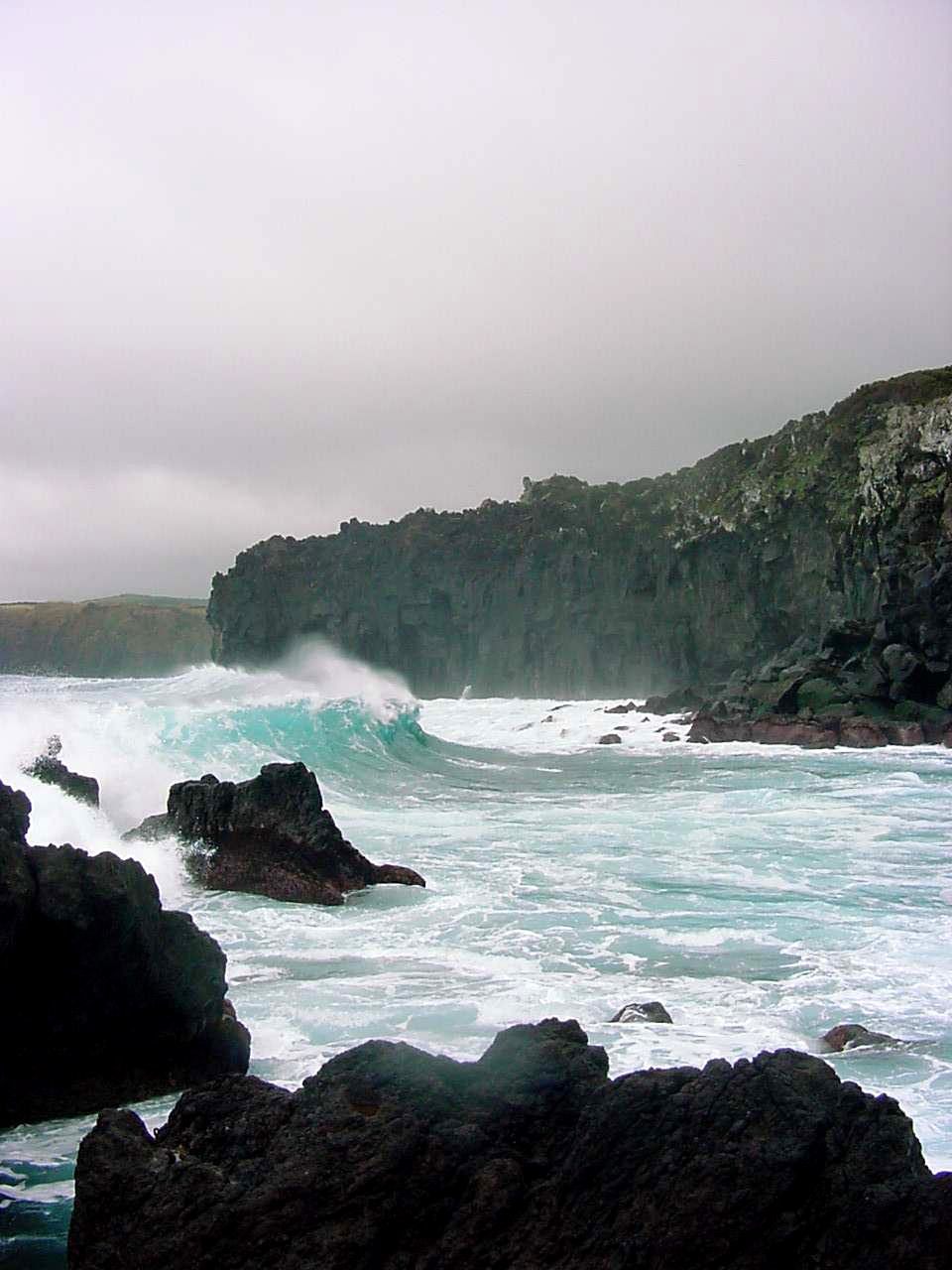
Baía das Pombas em dia de tempestada, freguesia de Biscoitos, costa norte da ilha Terceira.

## Ilha Graciosa
- Baía da Poça
- Baía da Engrade
- Baía da Lagoa
- Baía da Caldeirinha
- Baía do Filipe
- Baía da Folga
- Baía do Quarteiro
- Baía da Ponta da Barca
- Baía da Barra
- Baía de Santo António

## Ilha do Faial
- Baía da Areia da Quinta
- Baía da Ribeira das Cabras
- Baía do Varadouro
- Baía da Horta
- Baía do Porto Pim

## Ilha do Pico
- Baía das Pedrinhas
- Baía da Água Velha
- Baía do Calhau Miúdo
- Baía do Ferro
- Baía de Domingos Pereira
- Baía da Fonte
- Baía da Caravela
- Baía do Céu de Abraão
- Baía da Engrade
- Baía do Calhau
- Baía de Canus
- Baía do Cachorro
- Baía da Barca
- Baía das Lajes do Pico
- Baía das Canas

## Ilha Terceira
- Baía da Tumba
- Baía das Mós
- Baía dos Biscoitos
- Baía da Vila
- Baía de Villa Maria
- Baía da Praia da Vitória
- Baía de Angra do Heroísmo
- Baía da Salga
- Baía dos Salgueiros
- Baia do Porto Judeu
- Baía do Fanal
- Baía das Contendas
- Baía do Refugo
- Baía do Zimbral
- Baía das Quatro Ribeiras
- Baía das Canas
- Baía do Negrito
- Baía da Agualva
- Baía das Pombas

## Ilha de Santa Maria
- Baía dos Anjos
- Baía do Cré
- Baía da Raposa
- Baía do Tagarete
- Baía de São Lourenço
- Baía do Cura
- Baía da Praia
- Baía da Maia

## Ilha de São Jorge
- Baía das Velas
- Baía da Areia
- Baía de Entre Morros
- Baía dos Arrais
- Baía da Senhora do Rosário
- Baía da Calheta

## Ilha de São Miguel
- Baía de Santa Iria
- Baía de Água

## Ilha das Flores
- Baía das Lajes
- Baía da Alagoa

## Ilha do Corvo
- Baía do Porto da Casa